# مرغ باران استاینگر
مرغ باران استاینگر (نام علمی: Pterodroma longirostris) نام یک گونه از سرده مرغ باران خرمگسی است.